# Озерянка (Барановский район)
Озерянка (укр. Озерянка) (до 1960 — Погорелое) — село на Украине, находится в Барановском районе Житомирской области.

## География
Село находится в западной части Житомирской области, в 2 км севернее Кашперовки. Занимает площадь 7,403 км².

## История
Основано в 1652 году. До 1960 года село носило название Погорелое (укр. Погоріле).

## Население
Численность населения по переписи 2001 года составляла 166 человек.

## Местный совет
Озерянка входит в состав Кашперовского сельского совета.
Адрес местного совета: 12741, Житомирская область, Барановский р-н, с. Кашперовка, ул. Ленина, 48.